# Písty
Písty är en ort i Tjeckien.   Den ligger i regionen Mellersta Böhmen, i den centrala delen av landet, 40 km öster om huvudstaden Prag. Písty ligger 185 meter över havet och antalet invånare är 356.
Terrängen runt Písty är platt. Runt Písty är det ganska tätbefolkat, med 108 invånare per kvadratkilometer. Närmaste större samhälle är Nymburk, 3,7 km nordost om Písty. Trakten runt Písty består till största delen av jordbruksmark.